# Église All Saints Notting Hill
All Saints Notting Hill est une église paroissiale de l'Église d'Angleterre située dans le quartier de Notting Hill à Londres. Elle est affiliée au mouvement anglo-catholique Forward in Faith. L'église est construite dans un style néogothique victorien avec une décoration polychrome frappante. À des fins patrimoniales, l'église est un bâtiment classé Grade II*.

## Histoire
La construction de l'église All Saints a débuté en 1852 pour le révérend Dr Samuel Walker, un riche spéculateur immobilier, l'un des nombreux à avoir acheté des terres dans la zone qui allait alors être connue sous le nom de Kensington Park.
L'église a été conçue par l'architecte William White, en collaboration avec Sir George Gilbert Scott, pour être la pièce maîtresse du développement immobilier local de Walker.

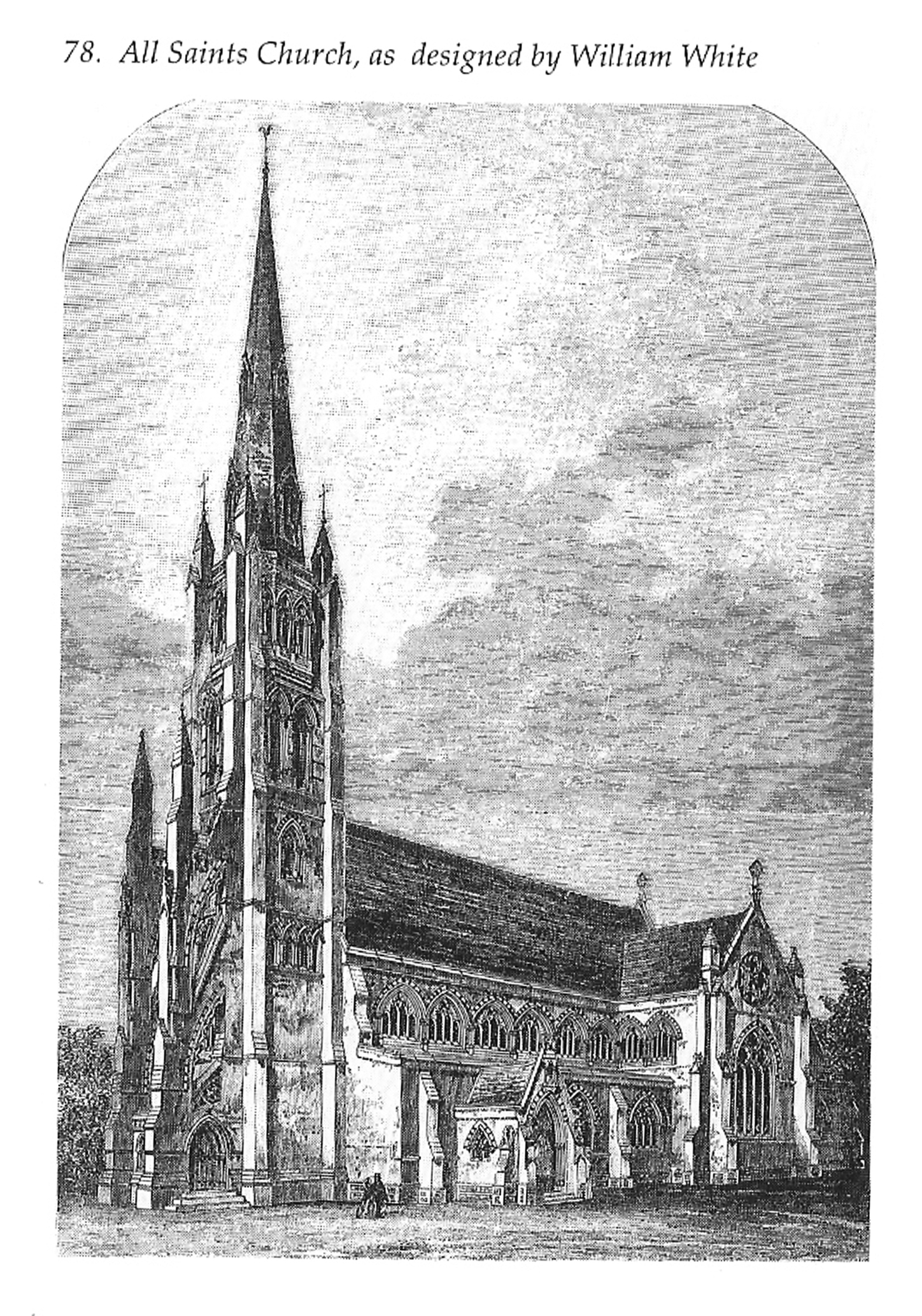
Gravure du projet de William White pour All Saints, avec flèche

La spéculation immobilière de Walker dans la région fut un échec financier et il vendit ses intérêts à d'autres spéculant sur des propriétés dans le nouveau quartier émergent de Kensington Park.
En conséquence, l'église est restée inachevée pendant un certain nombre d'années, période au cours de laquelle elle a reçu dans certains quartiers l'épithète de « All-Sinners-in-the-Mud ».
All Saints fut finalement achevé en 1861 pour un coût de 25 000 £, sans sa flèche pour le mandat du révérend John Light du Trinity College de Dublin.
La tour mesure 30 mètres de haut et ressemblerait au beffroi gothique de Bruges, en Belgique.
All Saints a subi de graves dommages causés par les bombes lors du Blitz de la Seconde Guerre mondiale. La chapelle de la Vierge et la chapelle du transept sud ont été détruites. Les travaux de restauration ont été achevés en 1951.

## Culture
Le 14 octobre 1966, Pink Floyd a joué le premier d'une série d'événements connus sous le nom de Notting Hill Fayre à la salle paroissiale All Saints. Ces événements, organisés par la London Free School, étaient les précurseurs du carnaval de Notting Hill, de renommée internationale. Trois ans plus tard, le groupe Hawkwind joua également dans la salle paroissiale.
Le chœur abrite des peintures de Henry Holiday.